# Louis Renault (industrial)
Louis Renault (Paris, 12 de fevereiro de 1877 – Fresnes, 24 de outubro de 1944) foi um industrial francês, um dos fundadores da Renault e um dos pioneiros da indústria automobilística.
A Renault construiu uma das maiores empresas de fabricação de automóveis da França, que leva seu nome até hoje. Durante a Primeira Guerra Mundial, suas fábricas contribuíram maciçamente para o esforço de guerra, notadamente com a criação e fabricação do primeiro tanque de configuração moderna: o tanque Renault FT.
Acusado de colaborar com os alemães durante a Segunda Guerra Mundial, morreu enquanto aguardava julgamento na França libertada no final de 1944 em circunstâncias incertas. Sua empresa foi nacionalizada pelo governo provisório da França, embora ele tenha morrido antes de ser julgado. Suas fábricas foram as únicas expropriadas permanentemente pelo governo francês.
Em 1956, a Time Magazine descreveu a Renault como "rico, poderoso e famoso, rabugento, brilhante, muitas vezes brutal, o pequeno Napoleão de um império automobilístico — vulgar, barulhento, dominador, impaciente, ele era um terror para associados, um amigo de praticamente ninguém", acrescentando isso ao trabalhador francês, a Renault ficou conhecida como "o ogro de Billancourt".

## Juventude e carreira
O quarto de seis filhos nascidos na família burguesa parisiense de Alfred e Berthe Renault, Louis Renault frequentou o Lycée Condorcet. Ele era fascinado por engenharia e mecânica desde pequeno e passava horas na oficina de carros a vapor ou consertando velhos motores Panhard no galpão de ferramentas da segunda casa da família em Billancourt.
Construiu seu primeiro carro em 1898. A Renault chamou seu carro de Voiturette. Em 24 de dezembro de 1898, ele ganhou uma aposta com seus amigos de que sua invenção com um virabrequim inovador poderia vencer um carro com transmissão por corrente semelhante a uma bicicleta na encosta da Rue Lepic em Montmartre. Além de ganhar a aposta, a Renault recebeu 13 encomendas definitivas do veículo.
Vendo o potencial comercial, ele se juntou a seus dois irmãos mais velhos, Marcel e Fernand, que tinham experiência de negócios trabalhando na empresa de botões e têxteis de seu pai. Eles formaram a empresa Renault Frères em 25 de fevereiro de 1899. Inicialmente, os negócios e a administração eram administrados inteiramente pelos irmãos mais velhos, com Louis se dedicando ao design e fabricação. Marcel foi morto na corrida automobilística Paris-Madrid de 1903 e, em 1908, Louis Renault assumiu o controle geral da empresa depois que Fernand se aposentou por motivos de saúde. Fernand morreu posteriormente em 1909.

### Casamento
Em 26 de setembro de 1918, Renault, então com 40 anos, casou-se com Christiane Boullaire (1897–1979), de 21 anos, irmã do pintor francês Jacques Boullaire. Eles tiveram um filho, Jean-Louis (24 de janeiro de 1920 – 1982).

## Primeira Guerra Mundial, período entre guerras e desenvolvimentos
No início da Primeira Guerra Mundial, em agosto de 1914, em resposta à então aguda escassez de munição de artilharia, a Renault sugeriu que fábricas de automóveis como a Renault pudessem fabricar projéteis de 75 mm usando prensas hidráulicas, em vez das habituais operações de torno mais longas e caras. Métodos idênticos também foram usados por Andre Citroen em sua própria fábrica. Os artefatos resultantes ajudaram a superar a escassez, mas como precisavam ser fabricadas em duas peças, eram inerentemente fracas na base, permitindo às vezes que gases quentes detonassem a melinita. Mais de 600 canhões franceses de 75 mm foram destruídos por explosões prematuras em 1915, e suas tripulações morreram ou ficaram feridas.
Louis Renault foi condecorado com a Grã-Cruz da Légion d'honneur após a guerra pela importante contribuição de suas fábricas para o esforço de guerra. A produção em massa de suas fábricas em 1918 do revolucionário e altamente eficaz tanque Renault FT, que ele havia projetado pessoalmente com Rodolphe Ernst-Metzmaier, foi talvez a contribuição mais significativa da Renault durante aquele período.
Durante o período entre guerras, suas opiniões de direita tornaram-se conhecidas, levando a vários casos de agitação trabalhista com trabalhadores na fábrica de Boulogne Billancourt. 
Ele pediu uma união necessária entre as nações europeias.
Louis Renault competiu ferozmente com André Citroën, a quem chamou de "le petit Juif " ("o pequeno judeu"), ficando cada vez mais paranoico e recluso ao mesmo tempo, e profundamente preocupado com o poder crescente do comunismo e dos sindicatos trabalhistas, acabou se retirando para sua propriedade rural, um castelo no rio Sena, perto de Rouen.

## Segunda Guerra Mundial, prisão e morte
Em 1938, a Renault visitou Adolf Hitler, e em 1939 ele havia se tornado um importante fornecedor para o exército francês. Na época em que a Wehrmacht de Hitler invadiu a França em 1940, Louis Renault estava nos Estados Unidos, enviado por seu governo para pedir tanques. Ele voltou para encontrar o armistício franco-alemão em vigor. Renault foi confrontada com a escolha de cooperar com os alemães e possivelmente evitá-los de mover sua fábrica e equipamento para a Alemanha, o que levaria a uma acusação de colaboração com o inimigo. Ele colocou suas fábricas a serviço da França de Vichy, o que significava que ele também estava ajudando os nazistas. Durante um período de quatro anos, a Renault fabricou 34 232 veículos para os alemães. Renault argumentou que "ao continuar as operações, ele salvou milhares de trabalhadores de serem transportados para a Alemanha", mas Life em 1942 o descreveu como um "notório colaboracionista de Paris".
Durante a ocupação da França, a empresa estava sob o controle dos alemães, com pessoas da Daimler-Benz em posições-chave. O próprio Renault tornou-se impopular entre os membros da resistência francesa. As fábricas da Renault na Île Seguin em Billancourt se tornaram alvos prioritários para os bombardeiros britânicos da Força Aérea Real e foram gravemente danificadas em 3 de março de 1942. Os problemas de saúde da Renault pioraram, incluindo sua função renal severamente diminuída, e no final de 1942, ele sofria de afasia e não conseguia falar nem escrever.
Três semanas após a libertação da França em 1944, a Renault se rendeu "com a condição de não ser preso até que fosse indiciado". Ele foi preso fora de Paris em 22 de setembro de 1944, sob a acusação de colaboração industrial com a Alemanha nazista. No momento de sua prisão, a Renault "negou que sua empresa tivesse recebido US$ 120 milhões dos alemães para materiais de guerra, disse que manteve sua enorme fábrica bombardeada a pedido de Vichy para manter seus materiais e equipamentos fora das mãos nazistas e para salvar os trabalhadores da deportação. "Ele foi encarcerado na prisão de Fresnes em Paris já estando gravemente doente na época. Os registros do período exato de seu encarceramento em Fresnes seriam posteriormente perdidos. Renault foi transferido em 5 de outubro  para um hospital psiquiátrico em Ville-Evrard em Neuilly-sur-Marne.
Quando a saúde de Renault piorou rapidamente em 9 de outubro de 1944, ele foi novamente transferido para uma casa de saúde privada na clínica Saint-Jean-de-Dieu na Rue Oudinot, Paris a pedido de sua família e simpatizantes, tendo ido para um coma. Ele morreu em 24 de outubro de 1944, quatro semanas após seu encarceramento, ainda aguardando julgamento e alegando ter sido maltratado na prisão de Fresnes.
Nenhuma autópsia foi realizada e a causa exata da morte de Renault permanece obscura. Um relatório oficial da época deu a causa da morte como uremia.
Louis Renault está sepultado em sua casa de campo Chateau Herqueville, em Herqueville dans l'Eure.

## Expropriação
Em outubro de 1944, o governo provisório francês confiscou a empresa de Louis Renault. O ministro da Informação, Henri Teitgen, disse na época que não se tratava de um confisco, mas "era apenas um passo para colocar a indústria francesa de volta à produção. Mais tarde, uma comissão examinaria os livros, confiscaria os lucros da guerra, faria acusações".
Em 1 de Janeiro de 1945, quatro meses após a morte de Louis Renault, uma ordem do general Charles de Gaulle do governo provisório decretou a dissolução do Société Anonyme des Usines Renault e sua nacionalização, dando-lhe o nome do novo Régie Nationale des Usines Renault (RNUR).
Assim, a empresa que Louis Renault havia criado foi nacionalizada no caso oficial de colaboração. A Renault foi acusada postumamente de "enriquecimento culposo obtido por aqueles que trabalharam para o inimigo".

## Rescaldo e controvérsia
Em 1944, após a expropriação de sua empresa e sua subsequente morte, o último testamento e testamento de Renault foi aberto para revelar que ele havia deixado sua empresa para seus 40 mil funcionários. Na época em que a empresa foi nacionalizada, a esposa da Renault, Christiane, e seu filho Jean-Louis possuíam 95% das ações da empresa e não haviam recebido nada, enquanto os outros acionistas foram de fato compensados. Em 1956, a Renault [era] agora a maior empresa nacionalizada da França, empregando 51 mil franceses, produzindo 200 mil automóveis e um lucro de US$ 11 milhões por ano.
O diretor da fábrica durante a guerra obteve um julgamento em 1949 afirmando que ele e a fábrica não haviam colaborado.
Em 1956, a viúva de Renault, Christiane Renault, alegou que Louis Renault foi assassinado e buscou "estabelecer que Louis Renault era outro dos mais de 9 mil franceses listados pelo governo como tendo sido mortos por execuções irregulares" no posto - Liberation vengeance, e o corpo de Louis Renault foi posteriormente exumado para autópsia. Madame Renault citou como evidência "um relatório mostrando que o conteúdo de ureia da Renault era normal uma semana antes de sua morte, e um raio-X mostrando uma vértebra fraturada".
Em 2005, o Daily Telegraph do Reino Unido relatou que "de acordo com testemunhas oculares e relatos de familiares, o anteriormente magro homem de 67 anos foi torturado e espancado" e que "uma freira de Fresnes testemunhou que viu a Renault desabar após ser atropelada a cabeça de um carcereiro empunhando um capacete. Um raio-X organizado por sua família indicou uma vértebra quebrada".
Em 2005, o Daily Telegraph disse que a Renault "sentiu que seu dever era preservar a base de manufatura da França. Militares e oficiais da Daimler-Benz chegaram aos portões de sua fábrica em Billancourt para avaliá-la para remoção para a Alemanha, junto com sua força de trabalho. A Renault os defendeu concordando em fabricar veículos para a Wehrmacht". De acordo com Louis Renault: A Biography, de Anthony Rhodes, a Renault disse uma vez sobre os alemães: "É melhor dar-lhes a manteiga, ou eles ficarão com as vacas". O relatório do Daily Telegraph de 2005 disse que a Renault tentou salvar sua empresa do deslocamento e absorção pela Daimler-Benz: "Se não fosse por seus esforços, as fábricas e os funcionários da Renault teriam sido enviados para a Alemanha".
Estudos subsequentes mostraram que, embora a Renault tivesse colaborado, "ele também retirou materiais estratégicos e caminhões sabotados. Dipsticks foram marcados como baixos, por exemplo, e os motores secaram e apreenderam em ação, um resultado muito em evidência na Frente Russa", sugestões de que a gerência da Renault tinha desacelerado a produção para os ocupantes alemães foram rebatidas com o argumento de que os trabalhadores, e não a gerência, organizaram a desaceleração da produção. Um artigo de 2005 no Daily Telegraph disse que poderia ser legalmente argumentado que a empresa Renault, a "joia da coroa industrial do país" foi adquirida por roubo, e que "a admissão de que Louis Renault e sua empresa receberam justiça rude levantaria a questão da compensação — uma enorme compensação".
Em 2011, Patrick Fridenson (na Wikipedia Francesa), professor de história dos negócios na École des Hautes Études en Sciences Sociales de Paris e autor de um livro sobre a Renault disse: “É extremamente difícil dizer até que ponto Louis Renault deve ser considerado um colaborador, ele corria o risco de desapropriação total se resistisse aos alemães”, acadêmica Monika Ostler Riess, que estudou fontes francesas e alemãs, não encontrou evidências de que Renault colaborasse mais do que seus colegas. “Ele apenas tentou salvar o que tinha, o que tinha construído. A alternativa para cooperar com os ocupantes era ver os alemães assumirem sua empresa".
Robert Paxton sugeriu em seu livro de 1975, Vichy France: velha guarda e nova ordem: 1940-1944, que a fábrica da Renault poderia ter sido devolvida a Louis Renault e sua família se ele vivesse mais. A fábrica de caminhões Berliet em Lyon permaneceu na posse da família de Marius Berliet, apesar de ele ter fabricado 2 330 caminhões para os alemães. Marius Berliet, que morreu em 1949, havia, no entanto, "teimosamente recusado a reconhecer ações legais contra ele após a guerra".
Em 29 de julho de 1967, Louis-Jean Renault, o único herdeiro, recebeu uma pequena indenização, especificamente por perdas pessoais não industriais. Em 1982, representantes da Organização Civile et Militaire e seus homólogos da empresa Robert de Longcamps, trabalharam em vão para a reabilitação de Louis Renault, dizendo que ele tinha sido "injustamente acusado de colaboração com o inimigo", seus pedidos a Robert Badinter, Ministro da Justiça francês, ignorado. 
As fábricas da Renault foram as únicas expropriadas permanentemente pelo governo francês. A partir de 2005, os funcionários da Renault evitam mencionar Louis Renault. Para o centenário em 1999 da empresa Renault Frères original, comemorado por Régie Renault, a empresa ignorou os netos de Louis Renault.
Apesar da Declaração Francesa dos Direitos do Homem e do Cidadão, que exige uma compensação justa e preliminar antes da expropriação, Louis Renault e seus herdeiros nunca foram oficialmente compensados por sua empresa. A Renault voltou ao setor privado como Société Anonyme (SA) em 1996, quando o governo francês vendeu 80% da empresa.
Em 2011, seus herdeiros buscaram novamente restaurar a reputação da Renault e receber uma compensação pelo que consideram o confisco ilegal de sua empresa pelo Estado.